# Czesławice (powiat wągrowiecki)
Czesławice – osada w Polsce, położona w województwie wielkopolskim, w powiecie wągrowieckim, w gminie Gołańcz.
| SIMC    | Nazwa | Rodzaj     |
| ------- | ----- | ---------- |
| 1008937 | Jeleń | przysiółek |

W latach 1975–1998 miejscowość administracyjnie należała do województwa pilskiego.
W Czesławicach znajduje się zabytkowy dwór.